# 彼得·格拉丁
彼得·格拉丁（瑞典語：Peter Gradin，1958年12月9日—），瑞典男子冰球运动员，1976年开始职业生涯。他曾代表瑞典参加1984年冬季奥林匹克运动会冰球比赛，获得一枚铜牌。